# سیتوراک
سیتوراک (به انگلیسی: Cyttorak) یک شخصیت تخیلی ابرشرور در کتاب‌های کامیک منتشر شده توسط مارول کامیکس است؛ که توسط نویسنده استن لی، طراح جک کربی و الکس تاث خلق شده‌است. او برای اولین بار، در شمارهٔ ۴۴ دکتر استرنج جادوی عالی در اوت ۱۹۹۲ معرفی شد. وی دارای یک سنگ قدرتمند با نام «سنگ زرشکی» است که توسط آن به دیگران قدرت می‌دهد. وی با این سنگ آن‌ها را مجبور به آزاد کردن خود می‌کند ولی اگر مقاومت کنند آنها را تحت کنترل خود در می‌آورد. او جاگرنات را انتخاب کرد ولی در حال حاضر ارتباطش کاملاً با زمین قطع شده‌است.